# Distrito electoral de Grant (condado de Dawson, Nebraska)
Grant (en inglés: Grant Precinct) es un distrito electoral ubicado en el condado de Dawson en el estado estadounidense de Nebraska. En el Censo de 2010 tenía una población de 627 habitantes y una densidad poblacional de 3,72 personas por km².

## Geografía
Grant se encuentra ubicado en las coordenadas 40°46′46″N 99°38′43″O / 40.77944, -99.64528. Según la Oficina del Censo de los Estados Unidos, Grant tiene una superficie total de 168.72 km², de la cual 168.48 km² corresponden a tierra firme y (0.15%) 0.25 km² es agua.

## Demografía
Según el censo de 2010, había 627 personas residiendo en Grant. La densidad de población era de 3,72 hab./km². De los 627 habitantes, Grant estaba compuesto por el 73.37% blancos, el 1.75% eran afroamericanos, el 2.23% eran amerindios, el 0.64% eran asiáticos, el 0% eran isleños del Pacífico, el 21.21% eran de otras razas y el 0.8% pertenecían a dos o más razas. Del total de la población el 33.49% eran hispanos o latinos de cualquier raza.